# McDonald and Giles
McDonald and Giles est l'unique album réalisé par le duo composé des deux ex-King Crimson, Ian McDonald et Michael Giles, sorti en 1971.
Les musiciens invités sont Peter Giles à la basse, le frère du batteur Michael Giles et ancien membre du trio Giles, Giles & Fripp, Steve Winwood au piano et à l'orgue et Michael Blakesley au trombone. Ce dernier a aussi joué sur l'album Progress de Michael Giles sorti en 2002. D'ailleurs, Michael et Peter Giles ainsi que Micheal Blakesley ont tous trois fait partie du groupe Trendsetters Limited formé à Bornemouth en 1964, avec Al Kirtley au piano et Bruce Turner à la guitare. Ils ont endisqués mais leurs albums sont difficiles à trouver, certaines pièces sont toutefois disponibles sur l'album The Giles Brothers 1962-1967. Après avoir changé de nom pour The Brain et enregistré la chanson One in a million entre autres - que l'on retrouve sur l'album de Giles, Giles & Fripp -, le groupe se sépare et 1967 et les frères Giles envoient une annonce dans les journaux pour un claviériste qui chante, ils rencontrent le guitariste Robert Fripp qui ne chante pas et forment ce qui devint le noyau de King Crimson, le trio Giles, Giles & Fripp.
Cet album de McDonald & Giles est composé essentiellement de titres initialement prévus pour King Crimson. Les bases de Tomorrow's People et Birdman sont antérieures au premier album de King Crimson, In the Court of the Crimson King (1969). Des extraits de Birdman ont été joués en concert, mais la chanson telle qu'elle apparaît ici est très différente. Le passage instrumental 42nd at Treadmill faisant partie de Pictures of a City de King Crimson, parue sur le second album du groupe, In the Wake of Poseidon, a été écrit pour représenter le vol de Birdman. Il était prévu que Tomorrow's People fasse partie du premier album de King Crimson, au moment où le groupe envisageait la possibilité d'enregistrer un album double.
La musique de Flight of the Ibis a initialement été écrite pour le texte Cadence and Cascade de Peter Sinfield (parue sur In the Wake of Poseidon). Le texte sera réutilisé avec une autre musique composée par Robert Fripp, Cadence and Cascade justement. Bernard BP Fallon réécrira un nouveau texte sur la musique de Ian McDonald. La chanson Is She Waiting a été composée entre les tournées britannique et américaine de King Crimson.
La composition de Suite in C a débuté durant la tournée américaine et a été finalisée en 1970 à Earls Court, lieu de résidence de Ian McDonald.

## Titres
1. Suite in C (McDonald) – 11:14
2. Flight of the Ibis (Bernard BP Fallon, McDonald) – 3:11
3. Is She Waiting (McDonald) – 2:36
4. Tomorrow's People - The Children of Today (Giles) – 7:00
5. Birdman (Peter Sinfield, McDonald) – 21:22

## Personnel
- Ian McDonald : guitare, piano, orgue, saxophone, flûte, clarinette, chant.
- Michael Giles : batterie, percussions, chant
- Peter Giles : basse
- Steve Winwood : orgue, solo de piano sur "Suite in C"
- Michael Blakesley : trombone sur "Tomorrow's People"